# Multibrás
Multibrás S/A Eletrodomésticos foi uma empresa brasileira fabricante de eletrodomésticos sediada em São Paulo. Foi a fabricante dos produtos Brastemp e Consul entre os anos de 1994 e 2006.

## História
Foi formada em 1994, pela fusão das empresas Brastemp S.A., Consul S.A. e Indústrias Semeraro S.A. sendo controlada pelo grupo Brasmotor e tornando-se a maior indústria de eletrodomésticos de linha branca da América Latina.
As três empresas se unificaram e passaram a concentrar a produção de seus produtos com o objetivo de reduzir custos, abrir espaço e ser mais competitiva no mercado interno em comparação aos eletrodomésticos importados que também chegavam ao Brasil nesta mesma época.
Em 1997, a Multibrás recebe o aval e assume as operações da subsidiária da Whirlpool na Argentina, alguns meses depois, a Whirlpool compra 27% das ações e assume o controle do grupo Brasmotor. No ano seguinte, assumiu as operações da Philips do Chile.
A Brasmotor seguiu como acionista majoritária da empresa até o ano 2000, quando após um leilão público de ações na Bovespa (atual B3), a Whirlpool Corporation assumiu 95% das ações de ambas as empresas e em 2006, promoveu uma reorganização interna que resultou na fusão da Multibrás com a Embraco, fundando a Whirlpool S.A., sua subsidiária no Brasil. Na época, a Whirlpool S.A. surgia com um faturamento de mais de 5 bilhões de reais e quase 18 mil funcionários.